# Biancheria per la casa
La biancheria per la casa è l'insieme dei prodotti tessili destinati all'arredamento della casa e si può suddividere in diverse categorie a seconda del tipo di utilizzo, la suddivisione abituale è tra biancheria da bagno, da tavola, da letto e da cucina.
Da un punto di vista della produzione e vendita si distinguono prodotti dedicati all'uso domestico e famigliare e prodotti destinati all'uso comunitario, per questi ultimi prevalgono aspetti di resistenza all'uso e ai lavaggi frequenti. 

## Biancheria da bagno

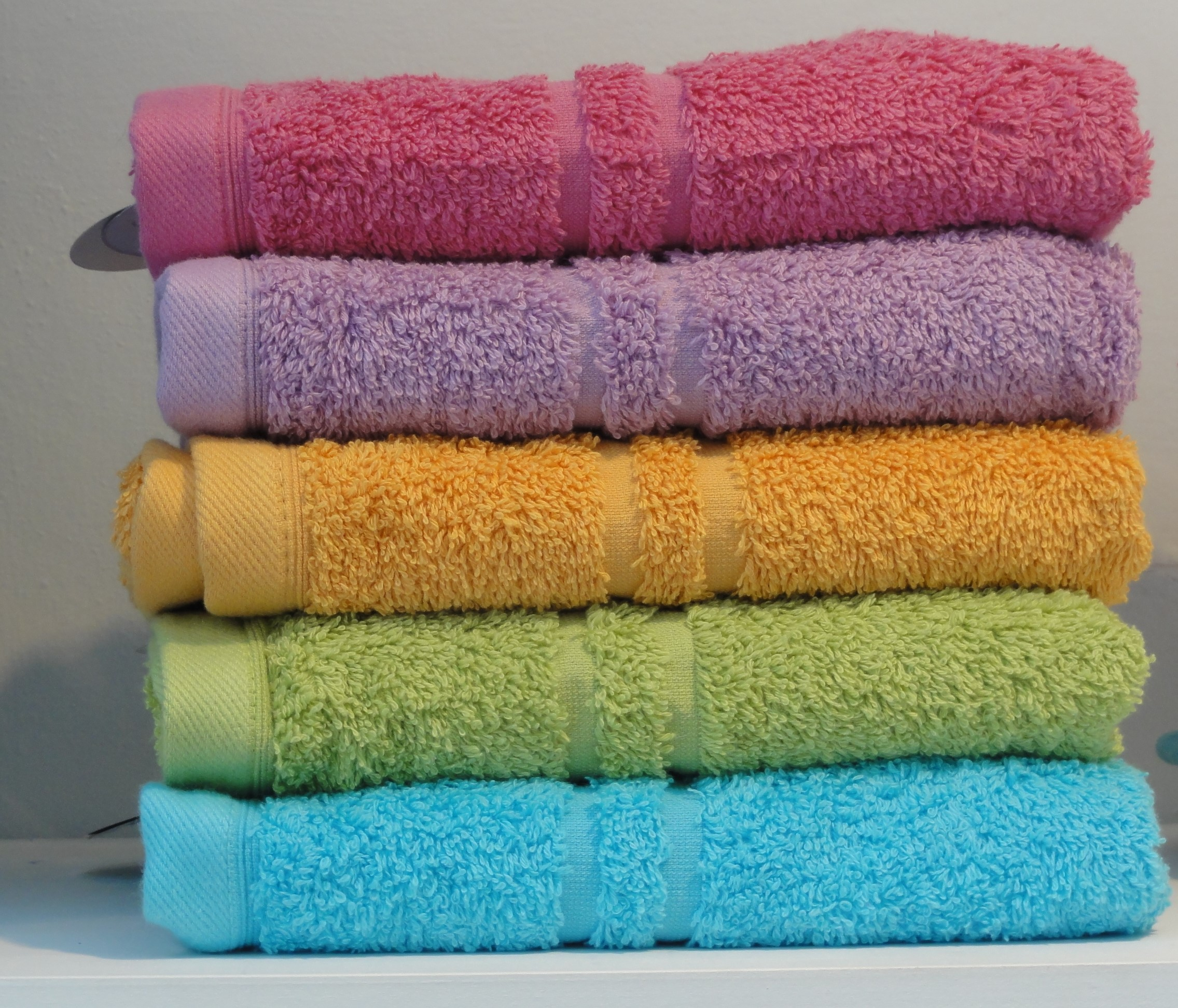
Asciugamani in spugna

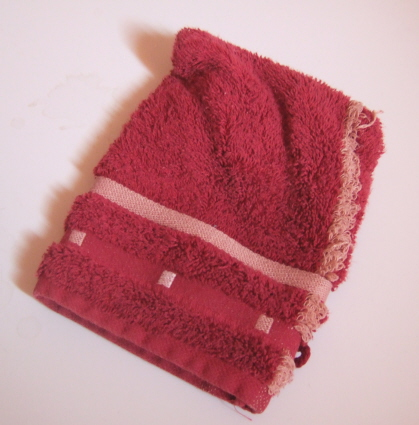
Esempio di manopola

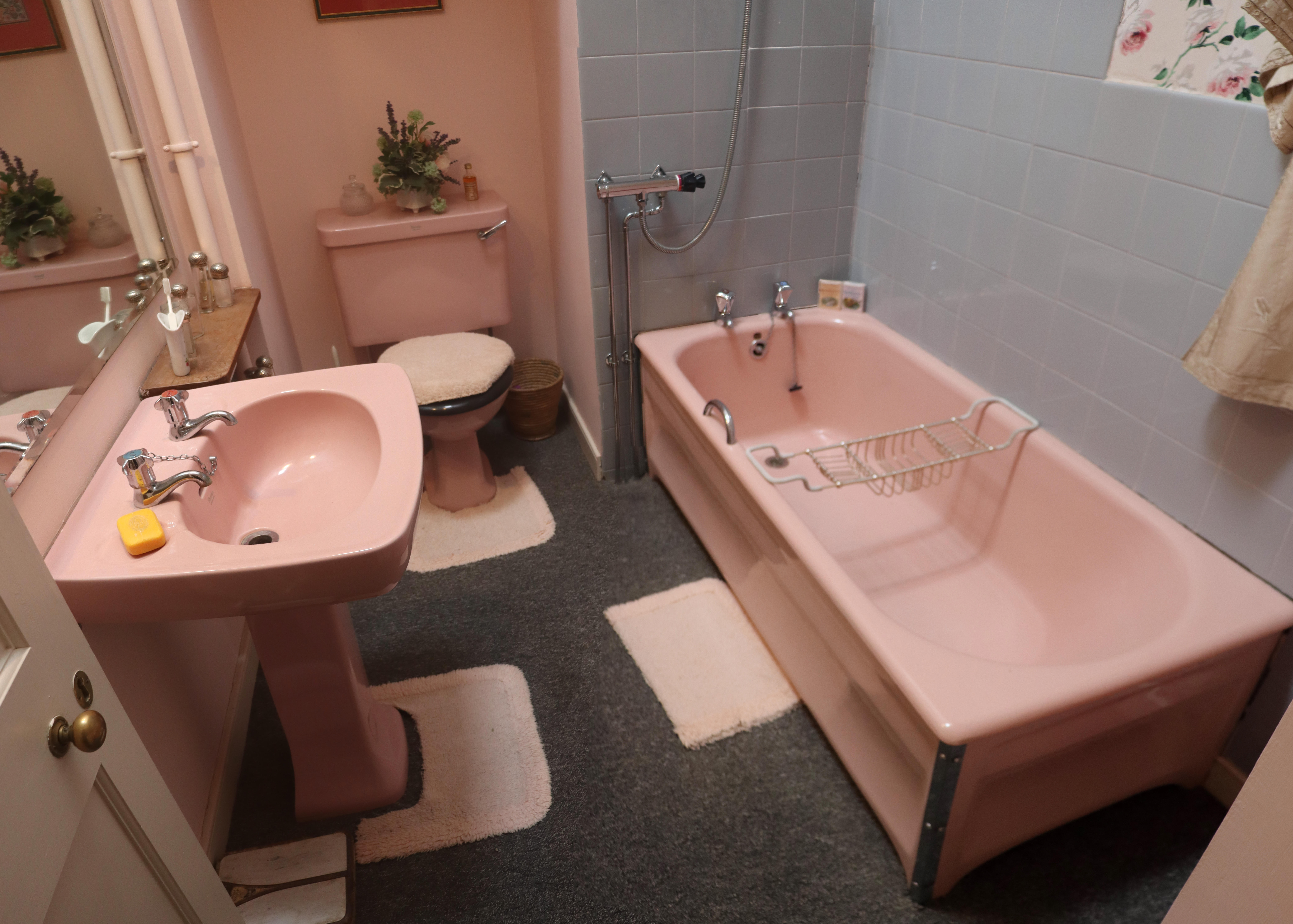
Tappetini da bagno coordinati con i sanitari

Gli elementi principali della biancheria da bagno sono asciugamani, accappatoi e tappetini per il bagno.
Asciugamani e accapatoi sono solitamente in spugna di cotone, in microfibra oppure in tessuto con una armatura particolare detta a nido d'ape. In passato facevano parte del corredo anche gli asciugamani di lino, a volte con ricami e con bordi o frange in macramè.
Un aspetto che incide sull'assorbenza e sulla qualità è la grammatura dei tessuti. La grammatura normale per gli asciugamani e accapatoi di spugna è compresa fra i 400 e 500 grammi al m², grammature più elevate contraddistinguono prodotto di lusso.

### Asciugamani e accappatoi
Gli asciugamani moderni possono essere monocromatici, con motivi colorati hanno una bordura a volte in sbieco di cotone e spesso hanno una balza su uno degli estremi con variazioni di colore oppure di materiale. A volte presentano bordi o inserti in tela aida per permettere l'esecuzione di decori con tecniche di ricamo contato.
Il tradizionale set di asciugamani si compone di tre pezzi, le misure di seguito indicate sono quelle abituali in Italia, in altri paesi possono variare:
- Asciugamano per il corpo o telo doccia solitamente intorno ai 100×150 cm
- Asciugamano per il viso o salvietta, le cui dimensioni sono intorno ai 60×100 cm
- Asciugamano per il bidet o "ospite", circa 40×60 cm

A questi possono accompagnarsi degli asciugamani di piccole dimensioni (solitamente 30x30) detti "lavette" offerti agli ospiti per asciugare le mani oppure usati per la detersione del corpo e le manopole, solitamente di spugna di cotone, nelle quali infilare la mano per pulirsi il viso. 

### Altra biancheria da bagno
Della biancheria da bagno fanno parte anche i tappetini per il bagno utilizzati sia come decoro sia dopo la doccia o il bagno, spesso hanno un lato in materiale antiscivolo per offrire maggiore sicurezza. Tra i materiali più usati sono il cotone, o la spugna. Si trovano anche tappetini in altri materiali come plastica e legno.
I tappetini sono talvolta venduti in set che comprendono un tappeto rettangolare e due tappeti a U per water e bidet, a volte è compreso anche un copriwater dello stesso materiale. Quest'ultimo, molto in voga in passato è ormai caduto in disuso.
Rientrano nella categoria anche i teli mare, asciugamani di grandi dimensioni e spesso molto colorati utilizzati sia per asciugarsi dopo il bagno sia per coprire la sdraio o altre superfici su cui appoggiarsi per prendere il sole. Possono essere in spugna o in microfibra. Una variante in cotone è la fouta.

## Biancheria da tavola
La biancheria da tavola comprende tutti i pezzi che servono per apparecchiare la tavola stessa, quindi: 
- la tovaglia che può essere forme e dimensioni diverse per adattarsi alla forma del tavolo
- i tovaglioli solitamente abbinati alla tovaglia

Vi sono poi tovaglie per occasioni diverse come le tovaglie da the o le tovagliette da carrello.
Fanno parte della biancheria da tavola anche elementi più recenti come:
- la tovaglietta americana per la colazione,
- i runner che sono strisce di tessuto appoggiate sul tavolo e i centrotavola. I runner sono tornati in voga in epoca recente, in passato si chiamavano chemins de table ed erano usati in contesti non facoltosi per coprire la tovaglia non fresca di bucato.[5]

La fiandra di lino è sicuramente il tessuto più pregiato ed elegante con cui apparecchiare la tavola, mentre per le soluzioni più informali sono usate tovaglie in cotone.
Della teleria da tavola fa parte anche il mollettone che viene appoggiato sulla superficie del tavolo sotto la tovaglia. 

## Biancheria da cucina
La biancheria per cucina comprende:

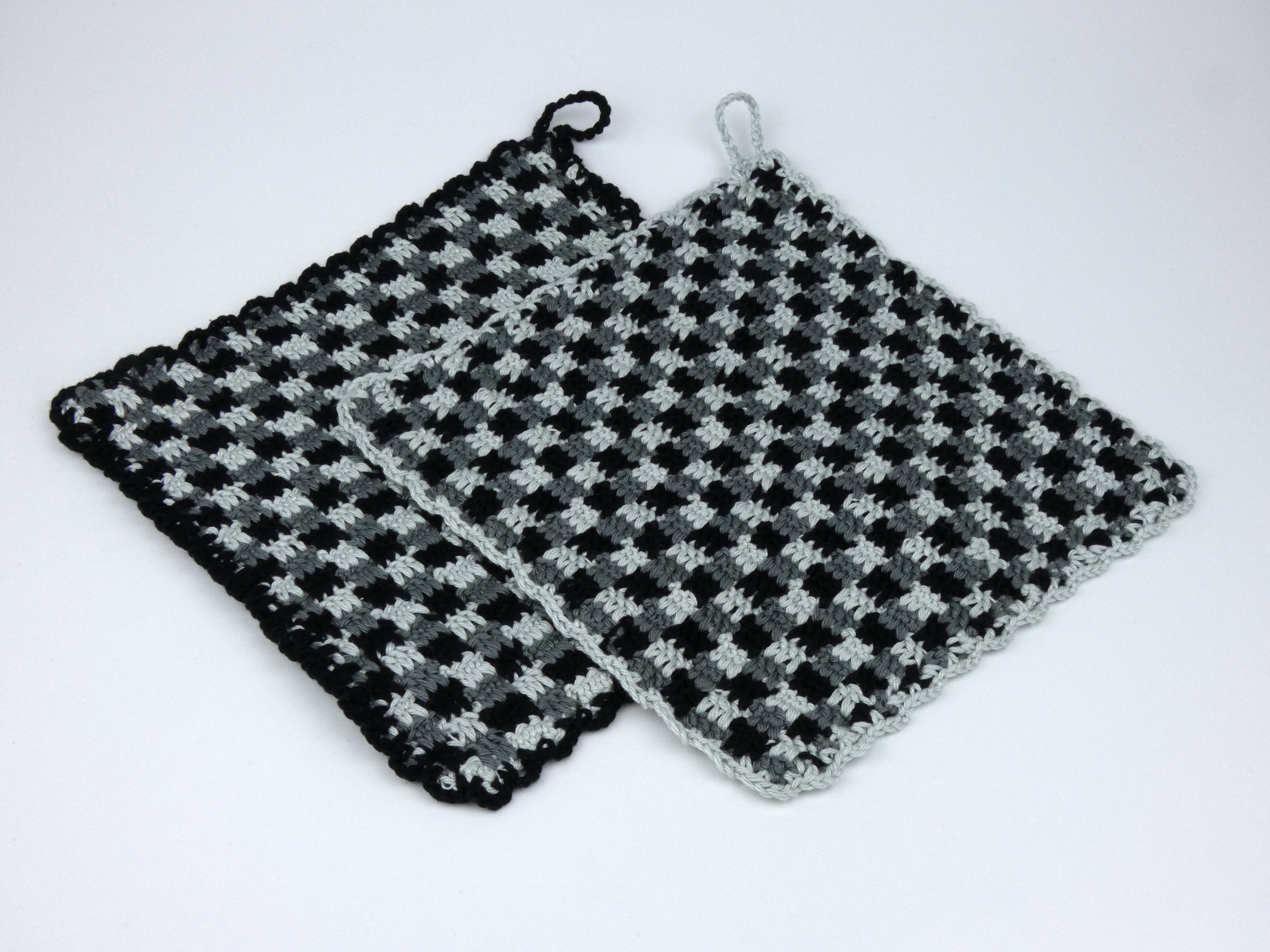
Presine realizzate all'uncinetto

- asciugamani e canovacci in lino e cotone
- grembiuli per pulizia e cucina,
- presine e guanti da forno

Sono inoltre compresi tutti i tessili necessari per le pulizie come ad esempio
- strofinacci per la polvere
- teli vari per lavare pavimenti, sanitari ecc.

È buona norma di igiene non utilizzare asciugamani e canovacci per scopi e superfici diversi.

## Biancheria da letto
La biancheria da letto tradizionale è composta dal set che comprende 
- lenzuolo inferiore, spesso con angoli elasticizzati per mantenere la tesione
- lenzuolo superiore
- federa

di recente si sostituisce spesso il lenzuolo superiore con il sacco copripiumino, molto diffuso nelle regioni nordiche. Della biancheria da letto fanno parte anche i coprimaterasso o eventuali topper.
All'elenco vanno aggiunti un piumino pesante per l'inverno, una coperta di lana, una trapunta leggera o copriletto per la stagione primaverile ed estiva. 
Nella scelta dei materiali sono da preferire tessuti di origine naturale come lino o cotone, più traspiranti e facili da lavare.
Grande fantasia è da sempre dedicata alla decorazione della biancheria da letto: ricami, inserti, pizzi e volant per rendere più prezioso il proprio corredo da letto, con tessuti che spaziano dalla seta, al lino, al cotone più o meno pregiato.

## Il passato: il corredo della casa
In passato, a seconda degli usi locali, era compito dello sposo o della sposa quello di provvedere al corredo della casa. A seconda dell'epoca e delle possibilità economiche vi erano elenchi dettagliati della dotazione prevista di biancheria per la casa. Per la biancheria da casa il numero di pezzi previsto era minimo 12 se non multipli di 12. Matilde Serao, nel libro Saper vivere (1900) oltre a raccomandare una certa larghezza di pezzi, fornisce indicazioni sulle sigle da ricamare sulla biancheria da letto e da tavola:
(Matilde Serao, Saper vivere)